# Говард, Томас, 21-й граф Арундел
Томас Говард, 21-й граф Арундел (1585—1646), 4-й граф Суррей (с 1604), 1-й граф Норфолк (с 1644).
Томас Говард был сыном Филиппа Говарда и Анны Дакр. Был известным придворным во времена Якова I и Карла I. Прославился как собиратель произведений искусства. К моменту его смерти коллекция насчитывала более 700 картин, кроме того включала множество древних скульптур, редких книг, надписей на мраморе (включая Паросскую мраморную летопись). Большая часть коллекции была рассеяна после его смерти, но значительная часть досталась Оксфордскому университету.

## Биография

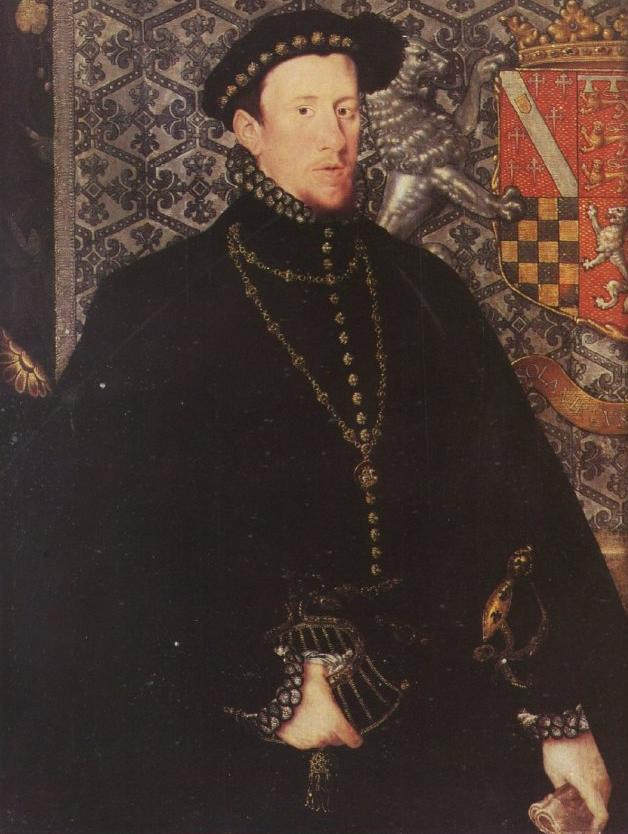
Томас Норфолк - дед Томаса Говарда, лорда Арундела.
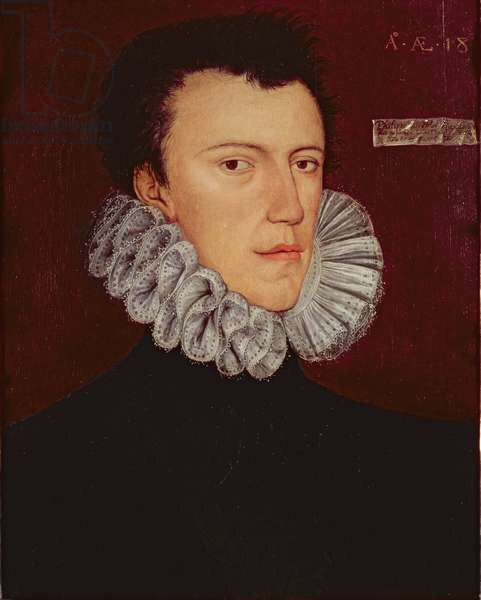
Филипп Говард - отец. Арестован до его рождения. Признан католиками святым.
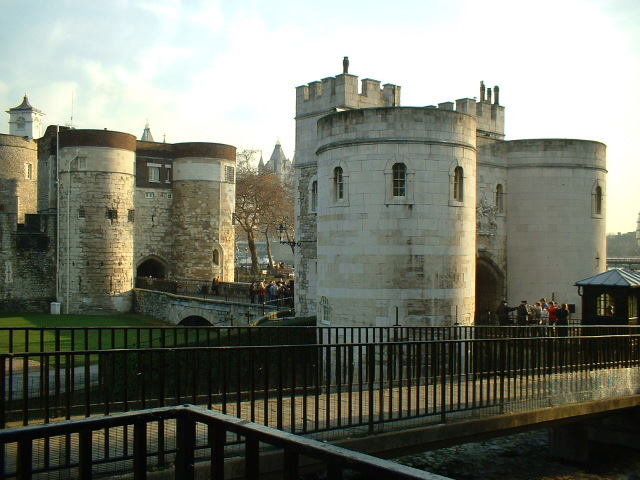
Тауэр - крепость где дед, отец и сам Томас Говард провели много времени.
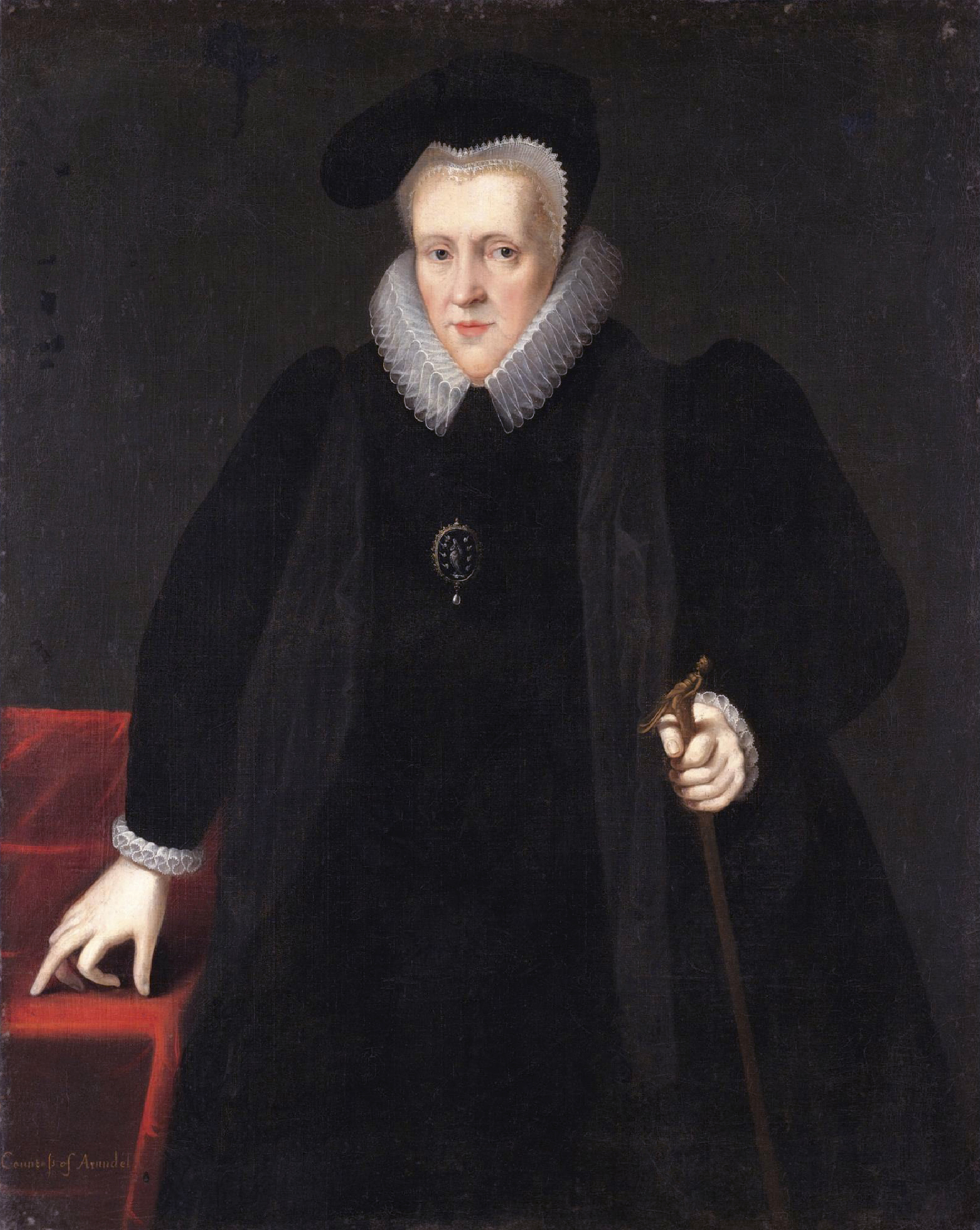
Анна Дакр - мать.
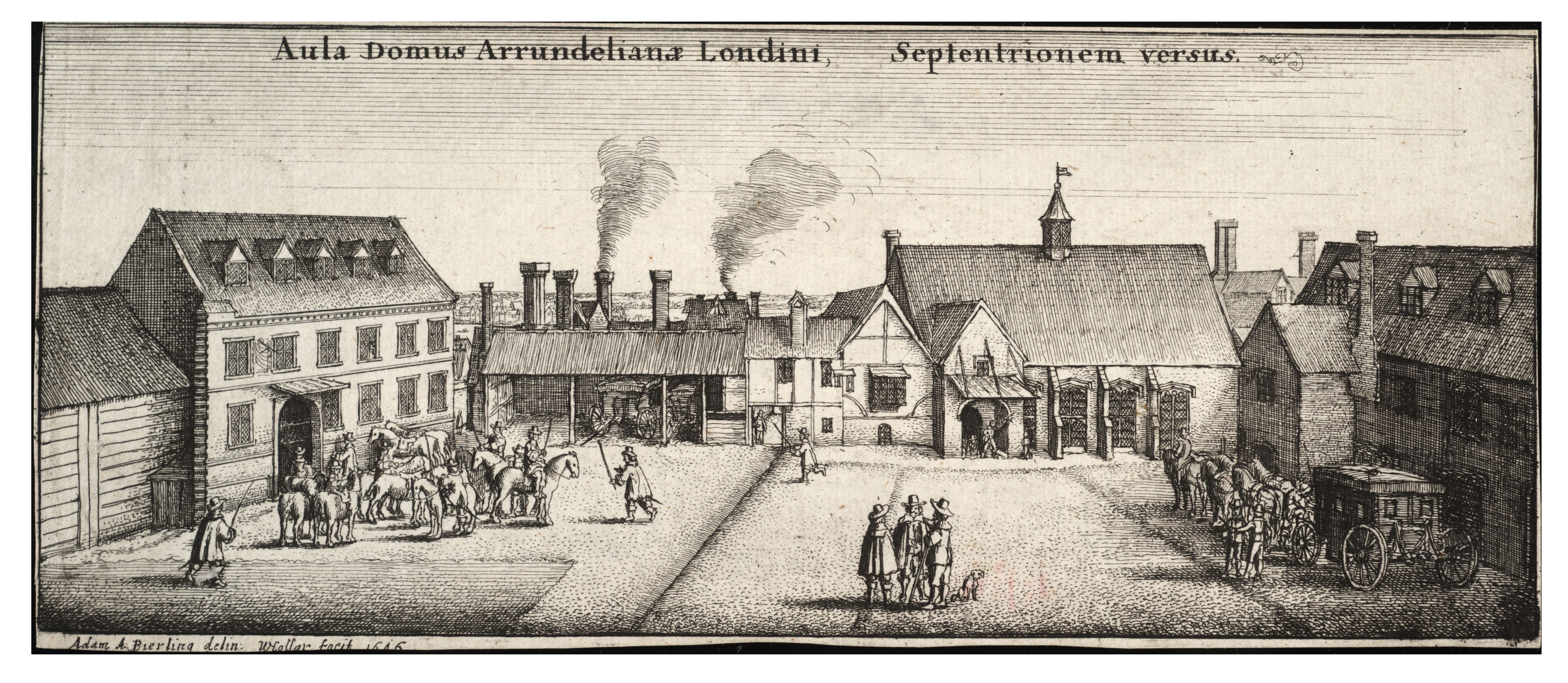
Арундел хаус[англ.] (дом Томаса Говарда) на картине Вацлава Холлара

### Ранние годы
Томас Говард родился 7 июля 1585 года. За несколько месяцев до его рождения отец Томаса — Филипп Говард, граф Арундел, известный католик, — был арестован. Графство Арундел в 1589 году было реквизировано. Когда Томасу было 10 лет, его отец умер в Тауэре. Семья Филиппа находилась в опале. Воспитанием Томаса и его сестры (умершей в 16-летнем возрасте) занималась их мать. Томас закончил сначала Вестминстерскую школу, а затем Тринити-колледж в Кембридже.

### Томас Говард и Яков I Стюарт

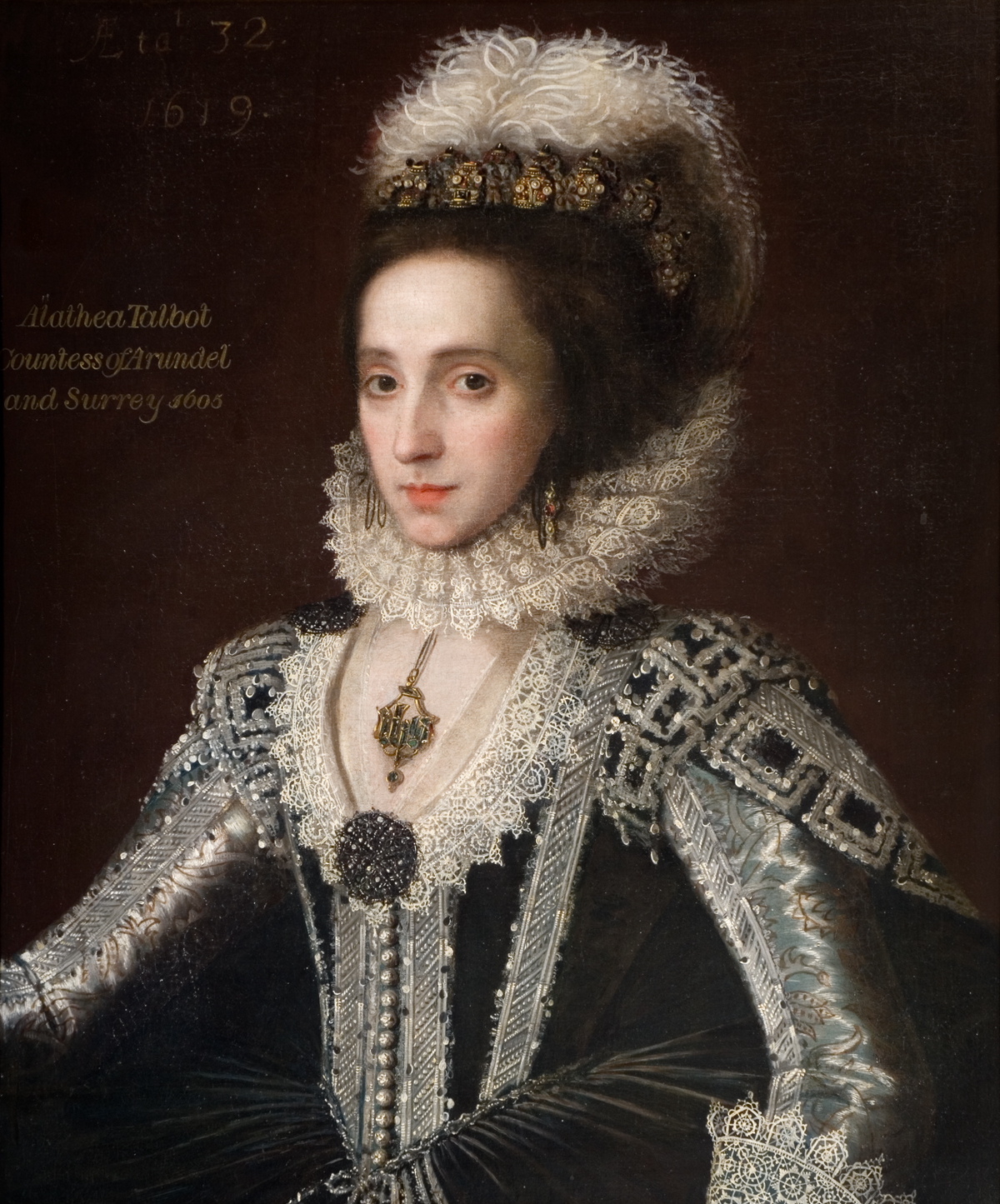
Алатейа Толбот, жена Томаса Говарда. Картина 1619 года

Лишь после восшествия на английский престол Якова I Стюарта отношение к Говардам изменилось. В 1604 году Томас Говард получил графство Арундел (отобранное у его отца), графство Суррей (реквизированное в 1572 году у его деда Томаса Норфолка), баронства Мальтраверс, Моубрей и Сегрейв. Восстановив титулы, уже 30 сентября 1606 году Томас женился на Алатейе, дочери Гильберта Толбота, графа Шрусбери. Этот брак принес Томасу большое приданое, включая поместья в Ноттингемшире, Йоркшире и Дербишире. В 1608 году, используя приданое жены, он смог выкупить часть родовой собственности (включая Арундел-хаус в Лондоне). Благодаря тому, что Томас много лет пытался отсудить семейные владения, его имя часто мелькало в театре масок.
17 июля 1607 года Яков I стал крестным отцом его старшего сына.
В 1609 году, желая поправить пошатнувшееся здоровье, Томас отправился за границу. Он посетил Нидерланды, Францию, Италию. Вернувшись в Англию в 1611 году, Томас продолжил свою карьеру. В феврале 1613 года на бракосочетании принцессы Елизаветы Стюарт он нес символический меч. В 1613 году он был одним из четырех дворян, сопровождавших принцессу Елизавету за границу. Вновь в Англию Томас вернулся в июне. После чего вместе со своей женой направился в Италию, где супруги встретили теплый прием.
В Англию они вернулись в ноябре 1615 года.
Несмотря на уговоры матери остаться католиком, 25 декабря 1615 года Томас вместе со своей женой перешел в англиканство. 16 июля 1616 года его включили в тайный совет Англии, а в следующем году он был сделан членом тайных советов Шотландии и Ирландии.
В 1617 году он был среди лиц, поддержавших экспедицию Уолтера Рэли, и даже посетил судно «Рок» перед отплытием.
3 ноября 1620 года Томас стал членом комитета по плантациям Новой Англии. В 1621 году осуществлял контроль над комитетом Палаты лордов, назначенной рассматривать обвинения против лорда-канцлера Фрэнсиса Бэкона. Он рекомендовал не лишать Бэкона звания пэра.
8 мая 1621 года когда Палата лордов обсуждала дело сидящего в Тауэре Генри Йелверстона, обвиняемого в покушении на герцога Бэкингема. Томас предложил палате вынести приговор без вызова в суд обвиняемого. Роберт барон Спенсер был несогласен с этим предложением. Между лордом Арунделом и лордом Спенсером произошла большая перепалка и лишь вмешательство принца Уэльского Карла примирило двух лордов, один из которых за свою горячность оказался в Тауэре.
29 августа 1621 года Томас стал граф-маршалом (вернув эту должность своему роду).
На похоронах Якова I он был одним из ближайших соратников нового короля и получил специальные полномочия в ордене Бани.

### Конфликты с Бэкингемом и королем

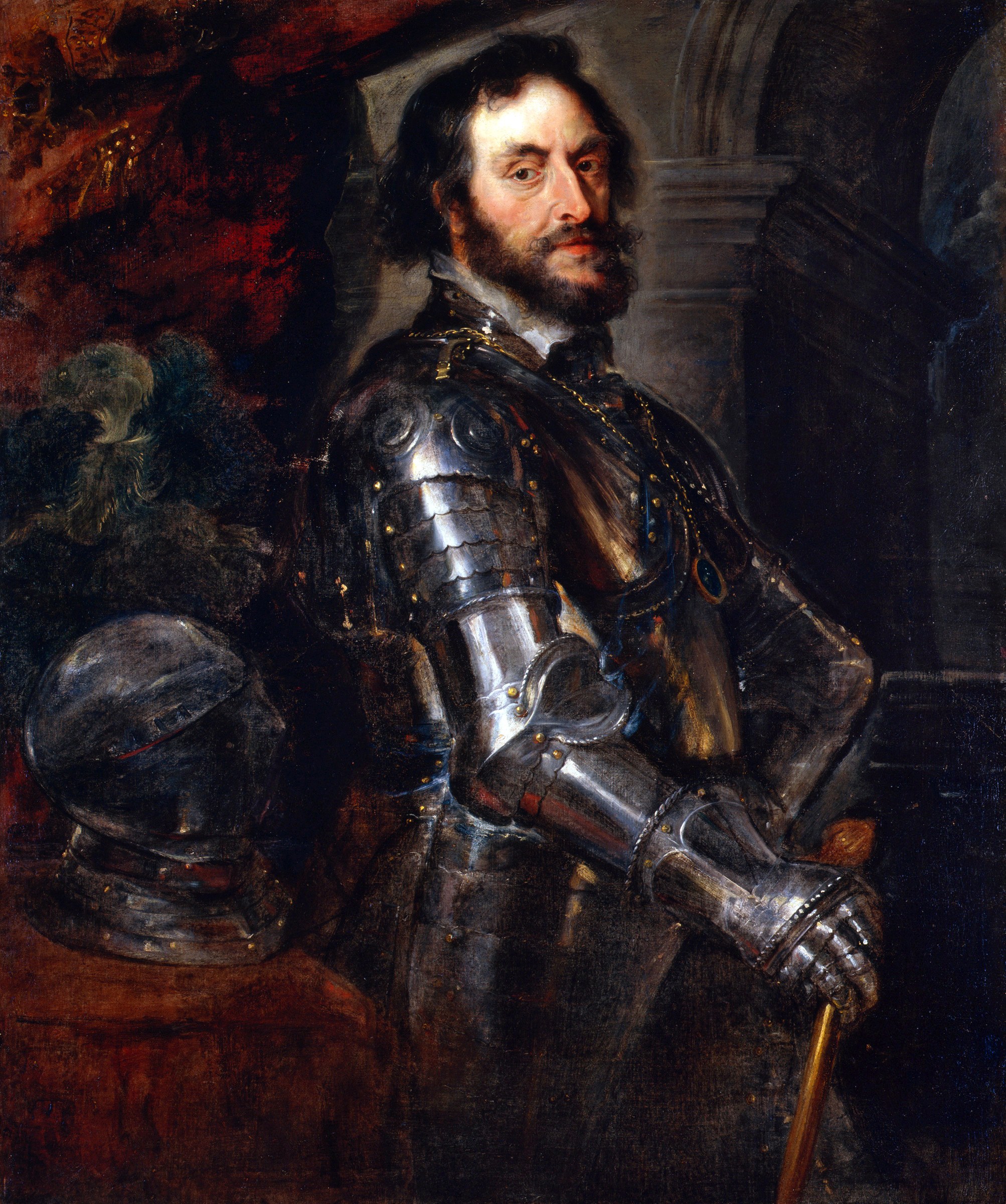
П.Рубенс: Томас Говард, лорд Арундел. 1629—1630 год

Но конфликт с Бэкингемом прервал взлет его карьеры. Томас, в отличие от Джоржа Вильерса, носил простую одежду и имел надменный тон. Это не способствовало победе над фаворитом.
7 марта 1626 году Генри Говард (старший из живых сыновей Томаса) женился на Елизавете, дочери Эсме Стюарта, графа Марч и Леннокс. Карл I, планировавший иные браки для новобрачных, был недоволен этим союзом. Поэтому он послал молодую пару в заключение в Ламбет, а Томаса и его жену заключил сначала в Тауэр, а затем под домашний арест в Хорслее. Лишь вмешательство лордов, в категоричной форме потребовавших освобождения Томаса, заставило Карла I освободить графа в июне 1626 года.
Пока он был в заключении, в его поместье в Хайгейте из Лондона приехал Фрэнсис Бэкон. Ставя очередной опыт, Бэкон простудился и умер, успев написать последнее письмо Томасу, лорду Арунделу, в котором благодарил того за гостеприимство.
Вскоре Томас вновь был посажен под домашний арест, под которым пребывал до марта 1628 года. После освобождения принимал участие в принятии Петиции о праве. А затем по предложению Ричарда, лорда Вестона, он был восстановлен в Тайном совете.
В 1630 году он был восстановлен также в звании граф-маршала.

### Дипломат
В декабре 1632 года после смерти Фридриха Пфальцского Томас Говард был направлен в Гаагу, чтобы вернуть Елизавету Стюарт в Англию. Но та под предлогом ответственности перед своей семьей отказалась возвращаться.
В 1634 году Томас стал юстициарием северной части Ирландии.
В июне 1634 года он сопровождал Карла I на его коронацию в Шотландию.
В апреле 1636 года Томас Говард был направлен в Вену к императору. Целью миссии было убедить Фердинанда II вернуть Пфальц Карлу I Людвигу, племяннику английского короля. Облачившись в пышные одеяния, Томас Говард, граф Арундел и Суррей, направился в путь. Проезжая через Голландию, Томас был торжественно принят Елизаветой, Фридрихом-Генрихом Оранским и Генеральными штатами. Из Голландии он направился в Нюрнберг, а оттуда через Верхний Пфальц к Регенсбургу. Посетив императора в Линце и его жену в Вене, Томас не смог ничего добиться: Фердинанд отказался возвращать Пфальц.
Видя фиаско миссии, Томас Говард попросил разрешения вернуться в Англию, но король Карл I медлил с ответом. Лишь 27 сентября 1636 года король отозвал его обратно.
Эта миссия изменила приоритеты английской внешней политики в решении Пфальцского вопроса: с ориентации на Австрию Лондон переключился на Францию.

### Период гражданских войн
В 1638 году Томас Говард был направлен восстановить пограничные крепости и назначен генералом против Шотландии. Из Селби его армия направлялась в Бервик, но военных успехов, как и другие английские войска, не добилась. В итоге первая Епископская война завершилась Бервикским перемирием.
12 апреля 1640 года Томас был назначен лордом-стюардом королевского двора. После того как шотландцы взяли Ньюкасл, Томас Говард был привлечен к суду, но был оправдан. В апреле марте 1641 года во время процесса над Томасом, графом Стаффордом, председательствовал в суде. Как лорд-стюард он получил согласие короля на лишение Томаса Стаффорда гражданских и имущественных прав.
Но лишая Стаффорда титулов, Томас не забывал о родовых землях. 29 июня 1641 года лорд Арундел, поддержанный семнадцатью дворянами, подал прошение о восстановлении титула герцога Норфолк (принадлежавшего его деду). Карл I не спешил рассматривать это прошение и лишь на излете Гражданской войны он подписал патент, в котором даровал тому титул графа (но не герцога) Норфолка.
В августе 1641 года Томас оставил должность лорда-стюарда королевского двора. В июле 1641 года Мария Медичи (теща Карла I) решила покинуть Англию и вернутся в Нидерланды. В этом путешествии её сопровождал лорд Арундел со своей женой. Доставив Марию Медичи в Кельн, супруги направились в Утрехт, где проживали их старшие дети. В октябре 1641 года Томас в компании с Джоном Ивлином вернулся в Англию, чтобы вновь покинуть её в феврале следующего года уже навсегда.
В 1642 году он сопровождал принцессу Марию (дочь короля Карла) и её мать Генриетту Марию в Гаагу. Там их ожидал жених Вильгельм II принц Оранский. Но выполнив эту миссию, Томас не спешил вернуться домой. Взяв с собой внуков Томаса и Филиппа, Томас Арундел через Францию направился в Италию. Но в этом путешествии Томас-внук обезумел, а Филипп в Милане попал под влияние доминиканцев и принял католичество.
В Падуе, где обосновался Томас, лорд Арундел, к нему присоединился внук Генри, а в 1644 году Джон Ивли.
В Италии Томас узнал, что в 1643 году его движимое имущество было арестовано парламентом. Что сократило ежегодные доходы Томаса (вместо 15000, он получил только 500). В 1645 году к отцу приехал его сын Генрих, барон Мальтраверс и Моубрей.

### Смерть
Джон Ивли, посещавший больного в 1646 году, отмечал, что у Томаса, лорда Арундела, ум сильнее тела.
4 октября Томас, граф Арундела, Норфолка и Суррея, барон Мальтраверс, Моубрей и Сегрейв внезапно умер. Перед смертью он завещал сыну Генри и внуку Генри похоронить его в Арунделе. Но эта воля не была исполнена.

## Коллекционер

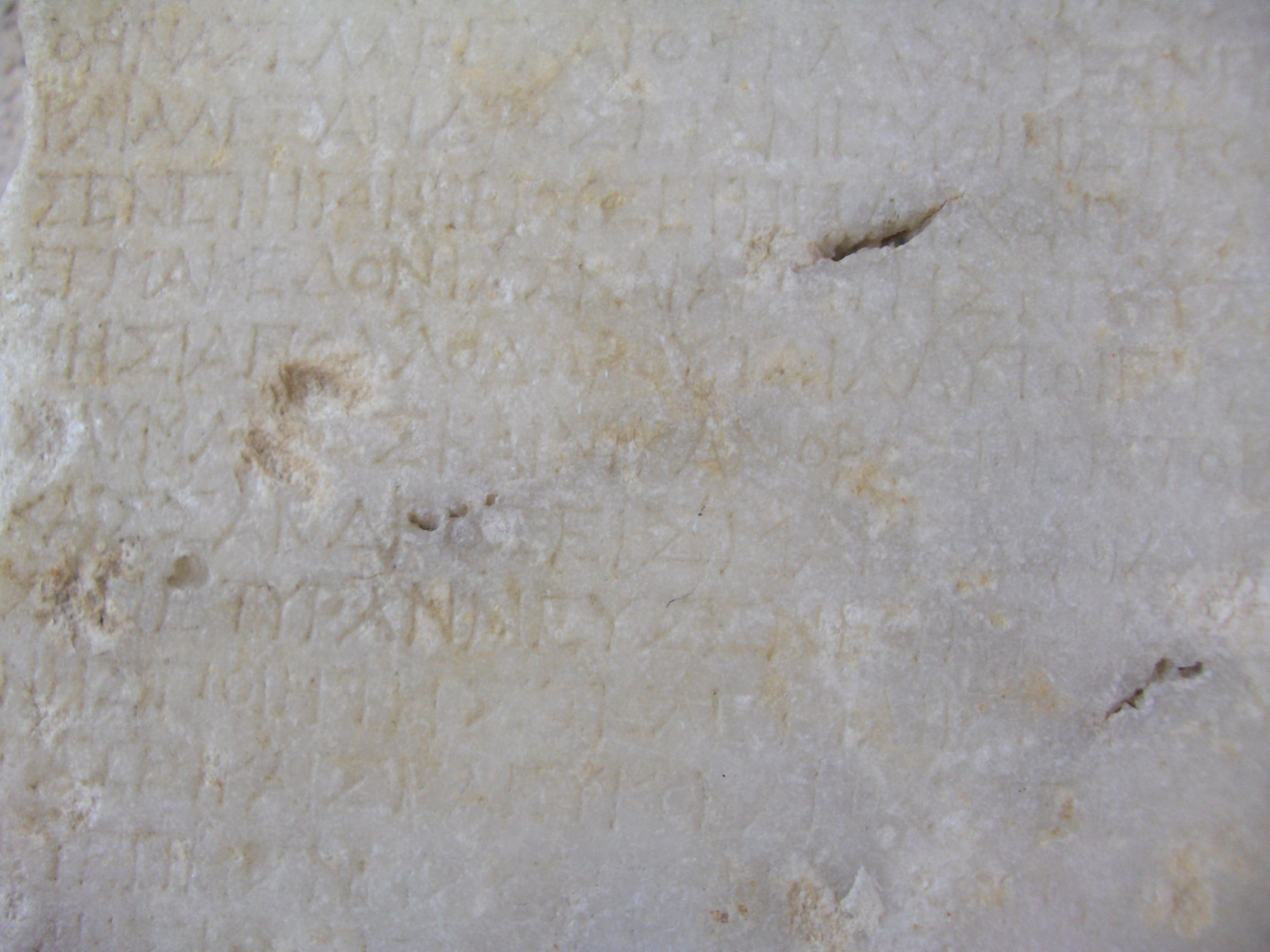
Фрагмент Паросской хроники

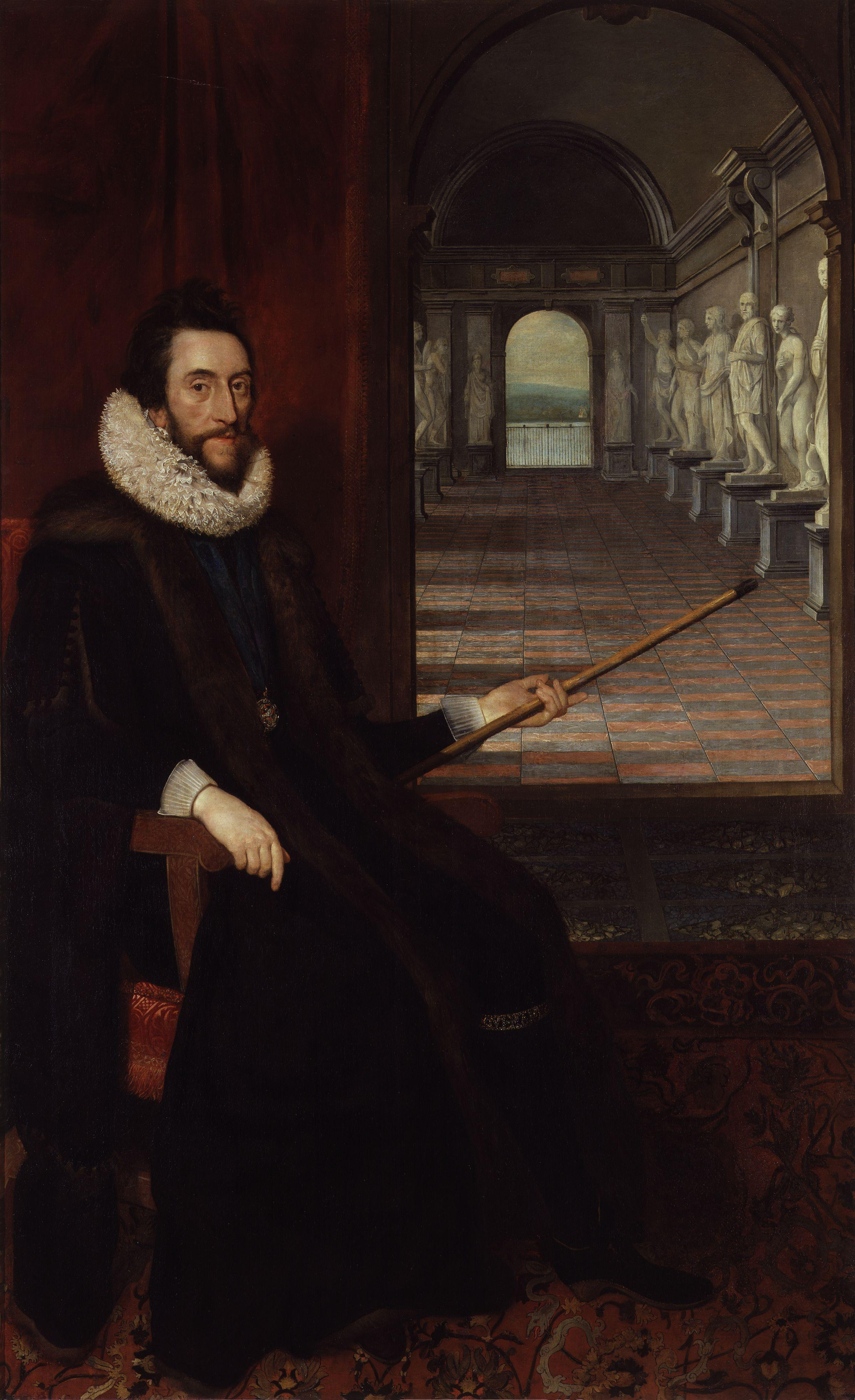
Даниэль Митенс: Томас Говард

Получая большие доходы с семейных владений, а также с тех поместий, что принесла жена, Томас, тем не менее, влез в большие долги. Причиной этого была страсть к коллекционированию. Это увлечение он приобрел после путешествия 1609—1611 года. Томас, лорд Арундел, создал первую коллекцию произведений искусства в Англии. С 1615 года он старательно собирал её в различных странах Европы, делая покупки как лично, так и через агентов, когда он был в Англии.
В его коллекцию входили работы Дюрера, Леонардо, Рафаэля, Корреджо, Холбейна, Рубенса. Во время пребывания в Нюренберге купил Pirkheymer Library.
Свои коллекции Томас разместил в Арундел-хаусе. К концу его жизни она состояла из 37 статуй, 128 бюстов, 250 надписанного мрамора (включая летопись из Парса, выгравированную на мраморных досках и содержавшую в себе историю Греции с 1582 г. до н. э. до 264 года н. э.) извлеченного из саркофагов, алтарей.
После смерти Томаса меньшая часть коллекции досталась его младшему сыну Уильяму Стаффорду. Эта часть была распродана с аукциона в 1720 году.
Большая часть досталась внуку Томаса — Генри Говарду (сыну Генри). Часть этой коллекции (включая Паросский мрамор) в 1667 году были проданы Оксфордскому университету, другая побывав у Вильяма Фермора тоже оказались в 1755 году у Оксфордского университета. Третья часть была распродана и отчасти оказалась в Британском музее.

## Семья

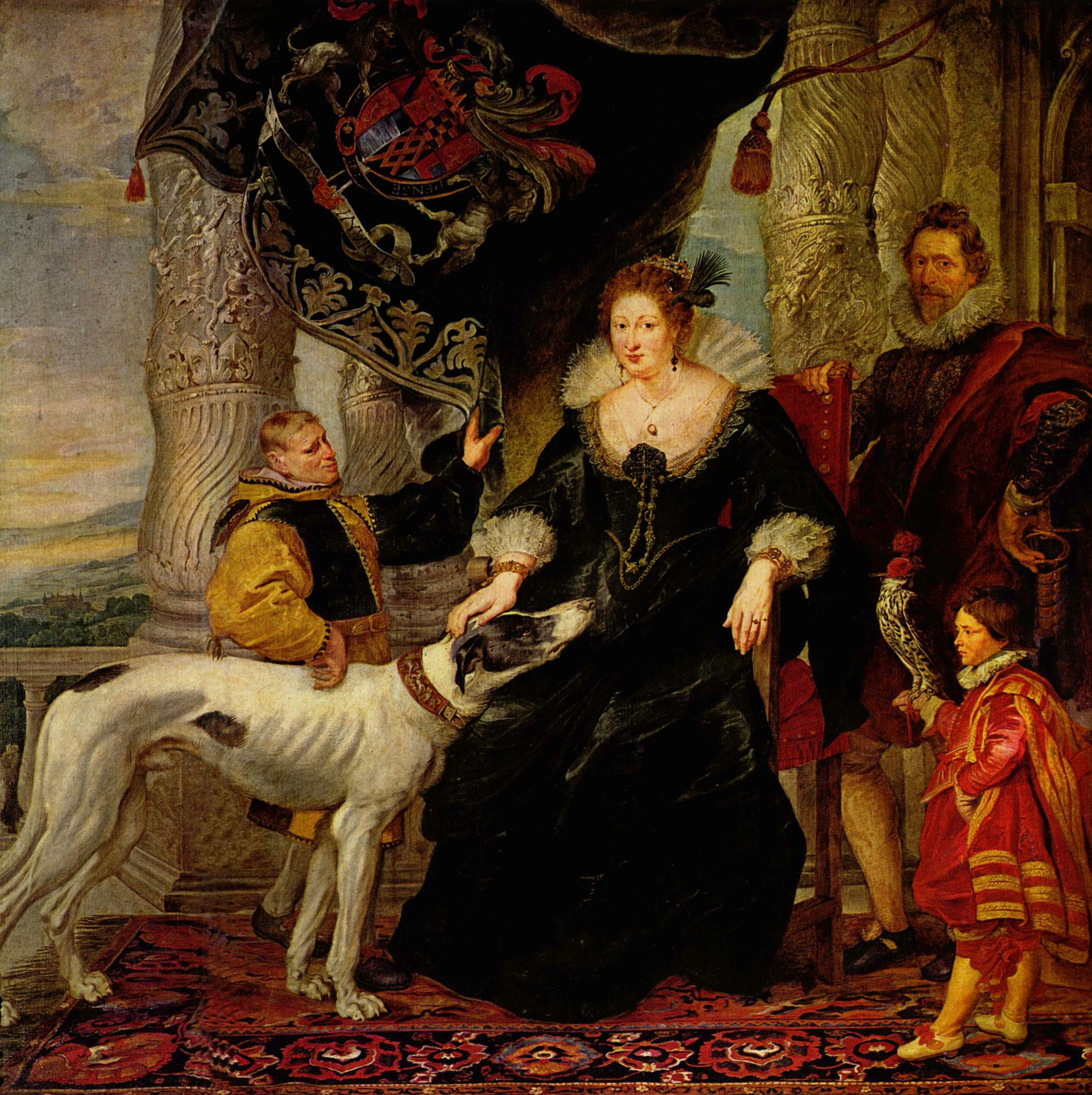
Петер Рубенс: «Алатея Телбот, графиня Шрусбери». 1620. На картине Томас Говард, его жена Алатея и их слуги

Жена с 30 сентября 1606 года Алатейя, дочь Гильберта Толбота, графа Шрусбери. Дети:
- Джеймс (1607—1624), лорд Мальтраверс;
- Генри Говард (1608—1652), 22-й граф Арундел, 5-й граф Суррей, 2-й граф Норфолк (с 1646);
- Анна Говард (1612—1658)
- Уильям Говард[англ.] (1614—1680), 1-й виконт Стаффорд (с 1640).

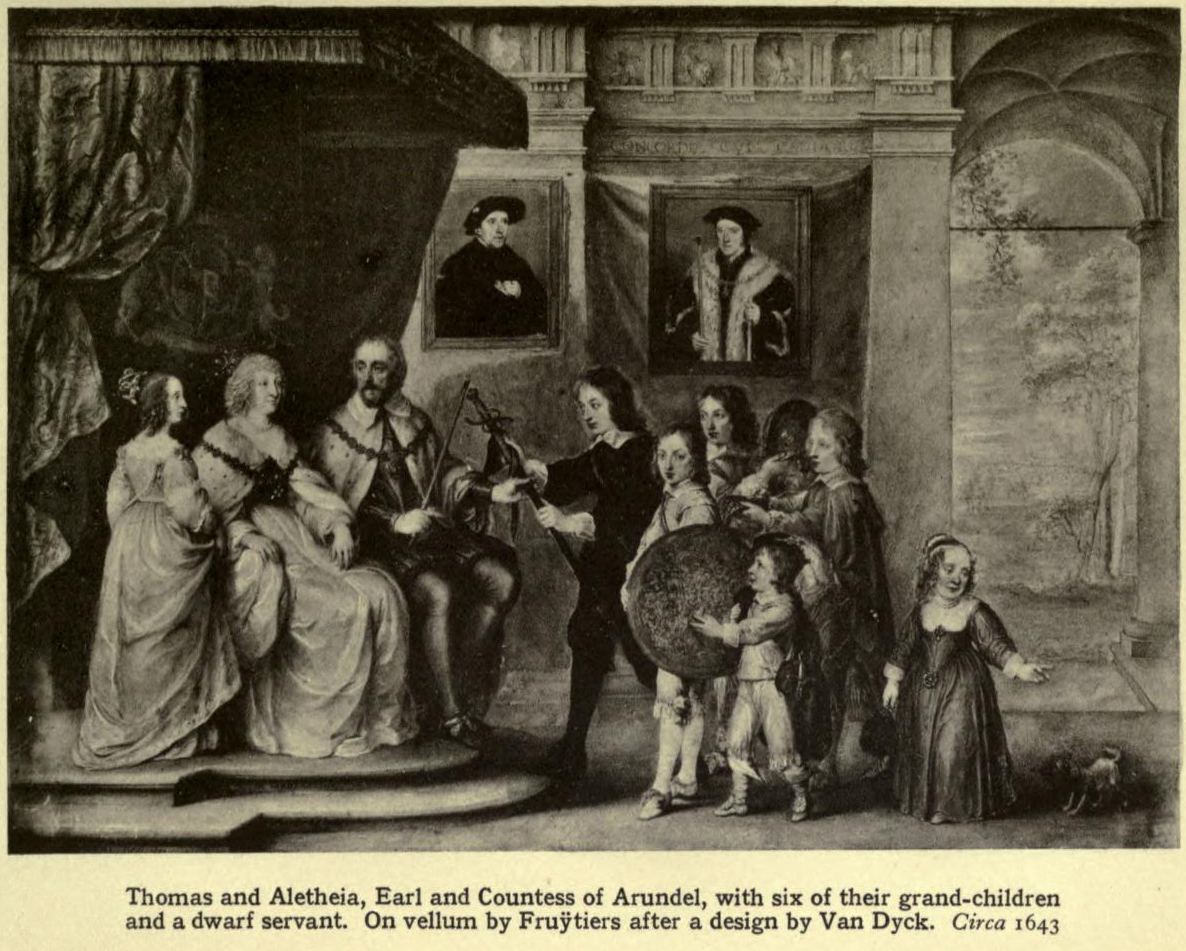
Томас и его жена Алатея в окружении внуков. Около 1643 года. Автор Ван Дейк.
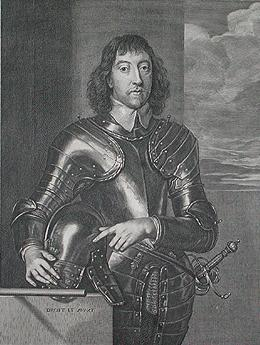
Генри Говард, 22-й граф Арундел, Суррей и Норфолк, барон Мальтраверс и Моубрей — старший из выживших сыновей.
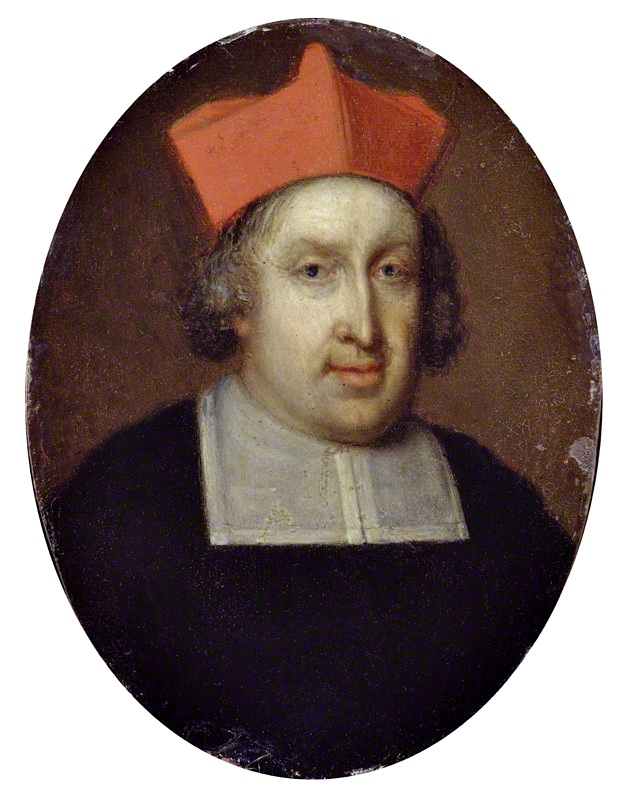
Внук Филипп Томас принявший католичество. Стал кардиналом.
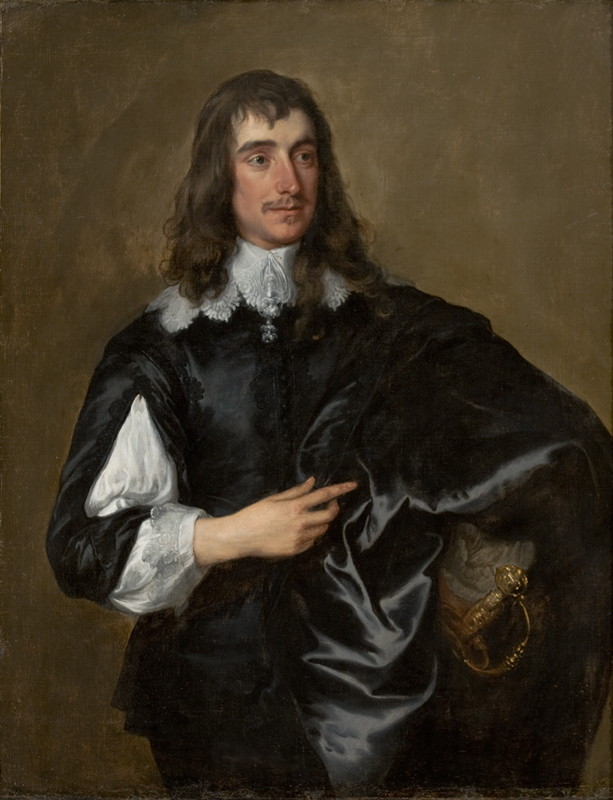
Уильям Говард, 1-й виконт Стаффорд. Младший сын. Признан католиками святым.